# 三兄弟洞穴
三兄弟洞穴（法語：Grotte des Trois-Frères）是位於法國阿列日省孟德斯鳩阿旺泰斯的石灰岩洞穴群。1914年由亨利·博古安（Henri Begouën）伯爵發現，並以他三個兒子的名字马克斯·博古安（Max Begouën）、雅克·博古安（Jacques Begouën）和路易·博古安（Louis Begouën）為該洞穴命名。該洞穴以極具藝術與歷史價值的史前壁畫與雕塑品聞名，最早的作品可追溯到西元前13000年。

## 作品

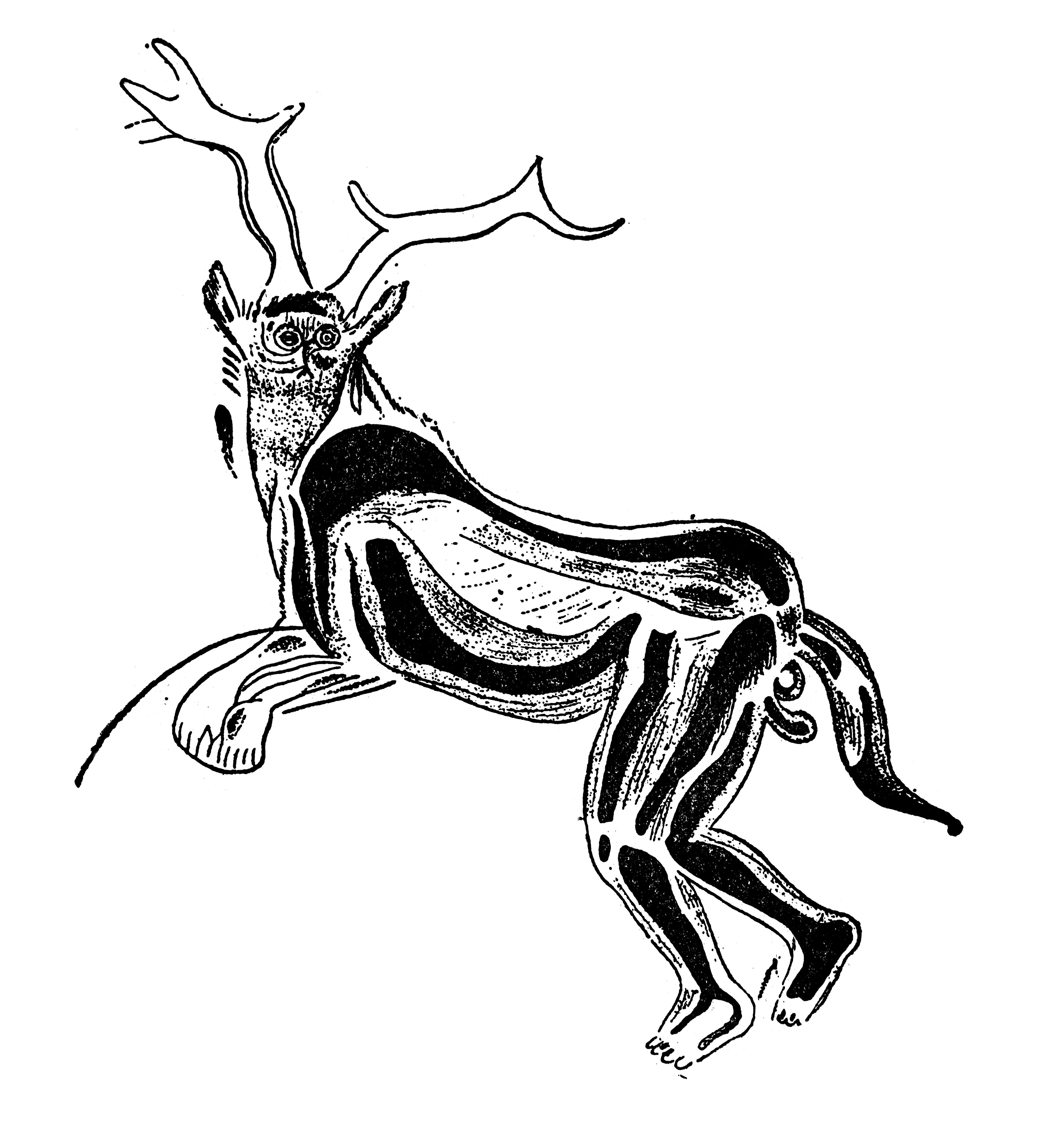
壁畫「巫師」（The Sorcerer）。擁有多種動物特徵的薩滿形象。人稱「最知名且神秘的史前人物壁畫作品」。
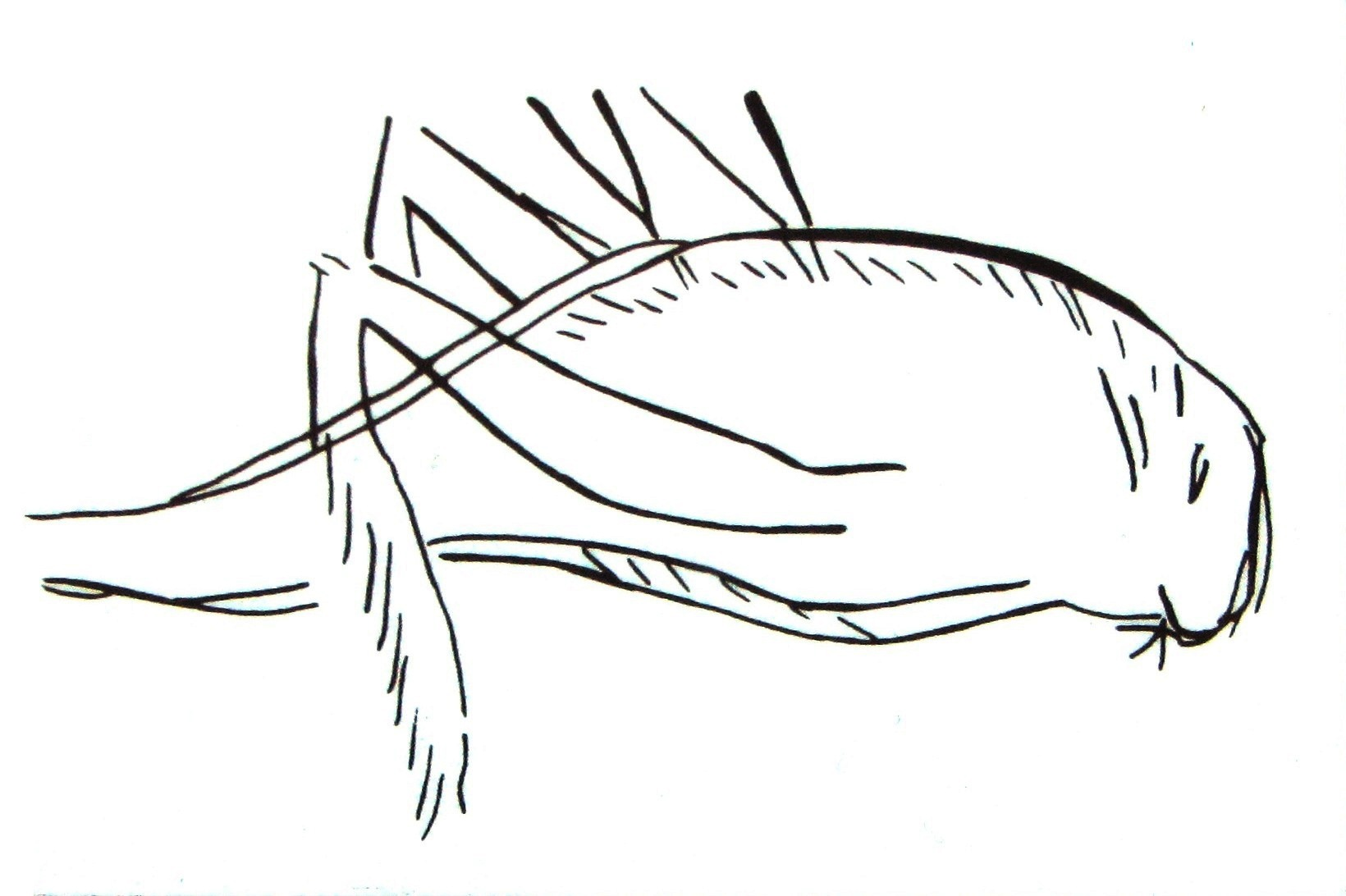
灶馬壁畫。三兄弟洞穴中發現不少昆蟲畫作，可見當時的史前人已對昆蟲的分類頗有概念。
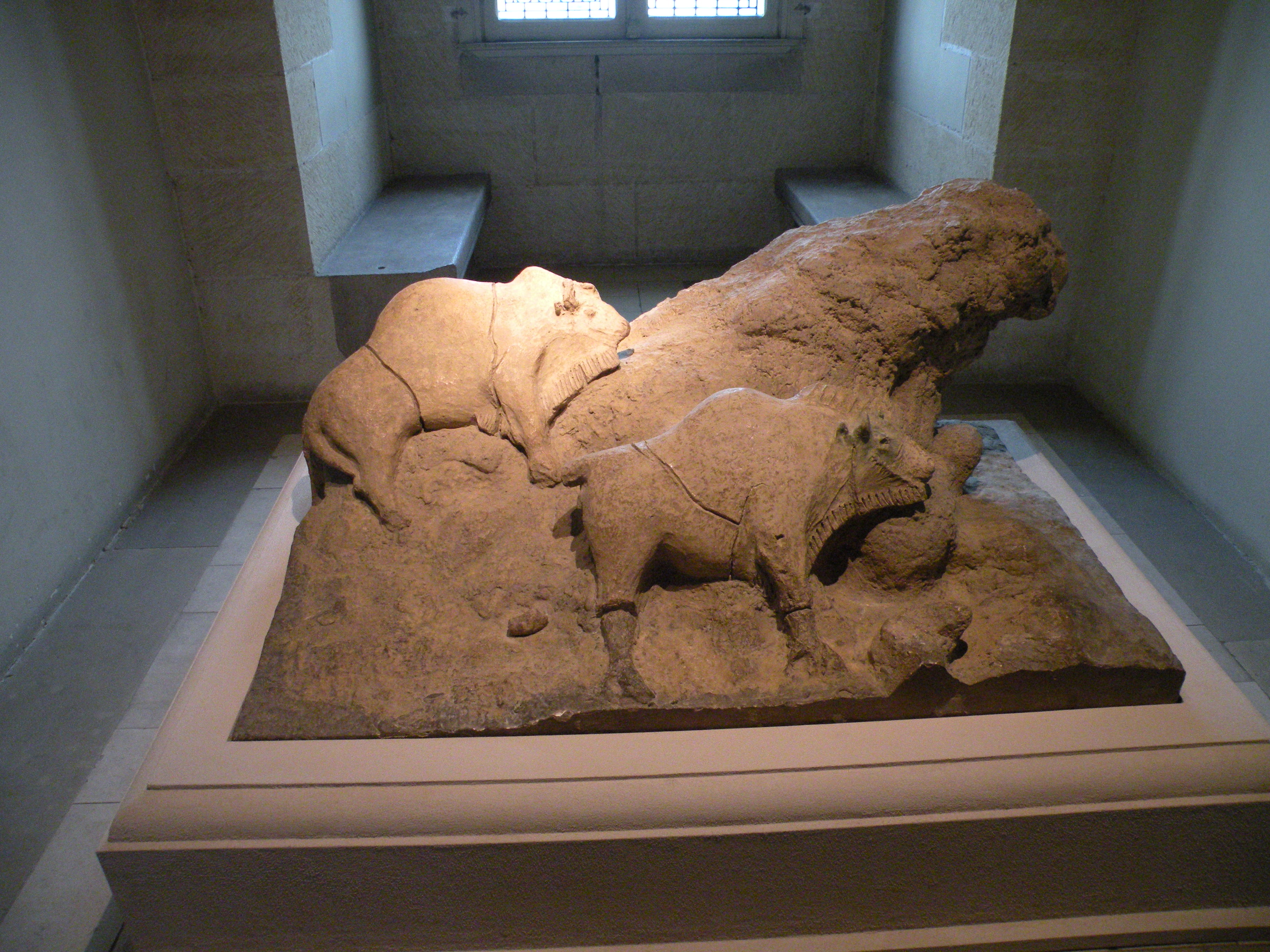
黏土雕塑「野牛之屋」（Salle des Bisons），由鏟狀石器與手捏塑成。是現存最大、最精緻的史前雕塑作品。(圖為複製品)